# العلاقات البنينية البوتانية
العلاقات البنينية البوتانية هي العلاقات الثنائية التي تجمع بين بنين وبوتان.

## مقارنة بين البلدين
هذه مقارنة عامة ومرجعية للدولتين:
| وجه المقارنة                                              | بنين            | بوتان          |
| --------------------------------------------------------- | --------------- | -------------- |
| المساحة (كم2)                                             | 114.76 ألف      | 38.39 ألف      |
| عدد السكان (نسمة)                                         | 11.18 مليون     | 807.61 ألف     |
| الكثافة السكانية (ن./كم²)                                 | 97.42           | 21.04          |
| العاصمة                                                   | بورتو نوفو      | تيمفو          |
| اللغة الرسمية                                             | لغة فرنسية      | لغة دزونكا     |
| العملة                                                    | فرنك غرب أفريقي | نغولترم بوتاني |
| الناتج المحلي الإجمالي (بليون دولار)                      | 9.27 مليار      | 2.51 مليار     |
| الناتج المحلي الإجمالي (تعادل القوة الشرائية) بليون دولار | 22.38 مليار     | 6.49 مليار     |
| الناتج المحلي الإجمالي الاسمي للفرد دولار أمريكي          | 762             | 2.66 ألف       |
| الناتج المحلي الإجمالي للفرد دولار أمريكي                 | 2.03 ألف        | 7.82 ألف       |
| مؤشر التنمية البشرية                                      | 0.480           | 0.605          |
| رمز المكالمات الدولي                                      | +229            | +975           |
| رمز الإنترنت                                              | .bj             | .bt            |
| المنطقة الزمنية                                           | ت ع م+01:00     | ت ع م+06:00    |

## منظمات دولية مشتركة
يشترك البلدان في عضوية مجموعة من المنظمات الدولية، منها:
| علم المنظمة | اسم المنظمة                        | تاريخ انضمام بنين | تاريخ انضمام بوتان |
| ----------- | ---------------------------------- | ----------------- | ------------------ |
|             | وكالة ضمان الاستثمار متعدد الأطراف | 26 سبتمبر 1994    | 21 أكتوبر 2014     |
|             | منظمة الشرطة الجنائية الدولية      | ?                 | ?                  |
|             | منظمة حظر الأسلحة الكيميائية       | ?                 | ?                  |
|             | الأمم المتحدة                      | 20 سبتمبر 1960    | 21 سبتمبر 1971     |
|             | مؤسسة التمويل الدولية              | 5 فبراير 1987     | 1 ديسمبر 2003      |
|             | يونسكو                             | 18 أكتوبر 1960    | 13 أبريل 1982      |
|             | مؤسسة التنمية الدولية              | 16 سبتمبر 1963    | 28 سبتمبر 1981     |
|             | البنك الدولي للإنشاء والتعمير      | 10 يوليو 1963     | 28 سبتمبر 1981     |
|             | الاتحاد البريدي العالمي            | ?                 | ?                  |
|             | الاتحاد الدولي للاتصالات           | 1961              | 15 سبتمبر 1988     |

## وصلات خارجية
- موقع وزارة الخارجية البنينية
- موقع وزارة الخارجية البوتانية